# سندرم آشیانه خالی

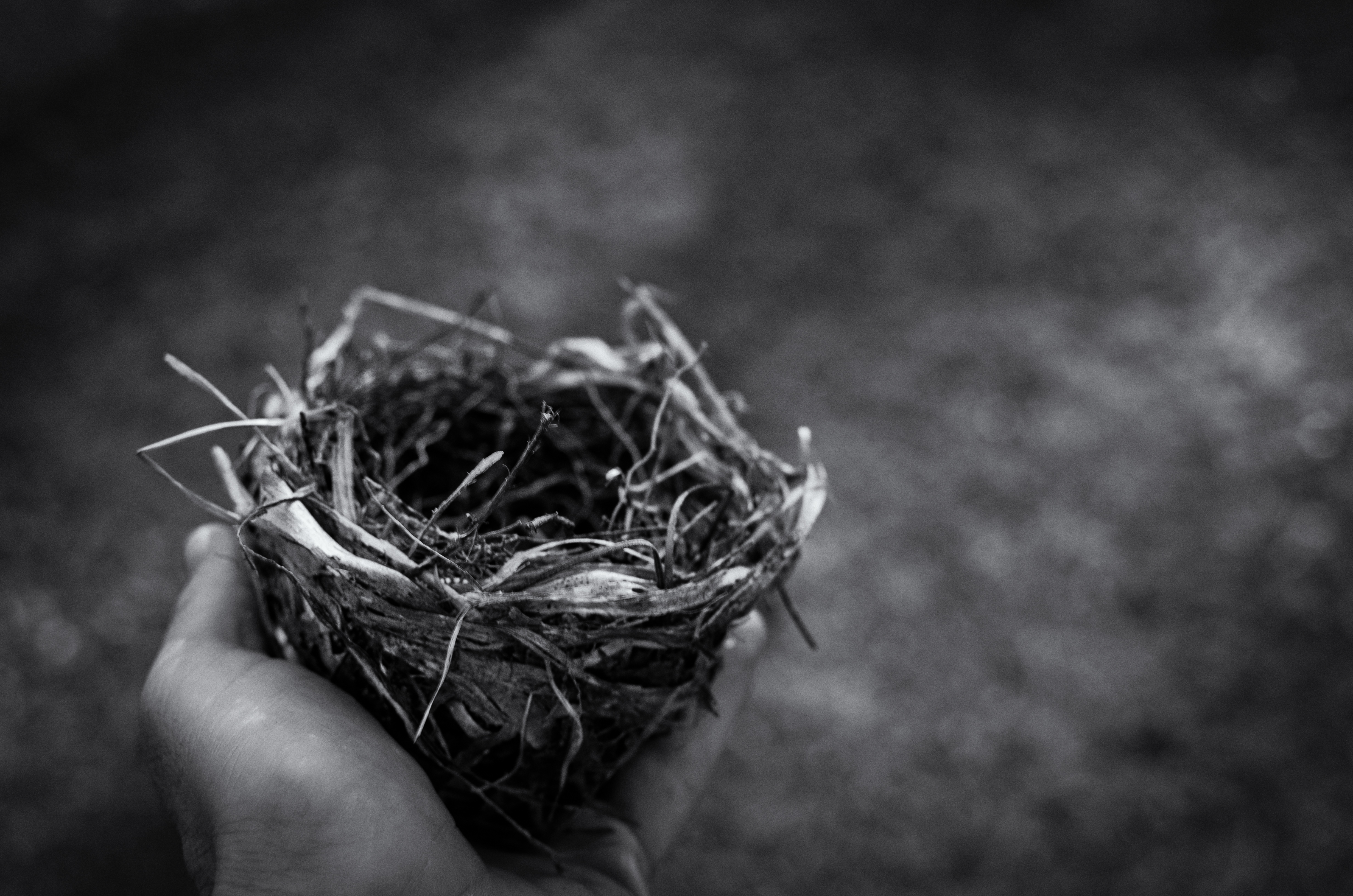
آشیانه خالی پرنده

سندرم آشیانه خالی نوعی حس اندوه و تنهایی است که پس از آنکه فرزندان به قصد زندگی جدا یا رفتن به دانشگاه برای اولین بار خانه را ترک می‌کنند، پدر و مادر یا سرپرست ممکن است به آن دچار شوند. این سندرم یک عارضه بالینی نیست.
از آنجا که ترک خانه پدر و مادر توسط جوان به طور کلی رویدادی طبیعی و سالم است، اغلب به نشانه‌های سندرم آشیانه خالی توجه نمی‌شود. این مسئله می‌تواند برای پدر و مادر به حالت افسردگی و حس بی‌هدفی منجر شود، چرا که ترک «آشیانه» توسط فرزند باعث ایجاد تغییراتی در جریان زندگی پدر و مادر می‌گردد. سندرم آشیانه خالی به‌ویژه در میان مادران خانه‌دار شایع است.